# Zabałocinka (przystanek kolejowy)
Zabałocinka (biał. Забалоцінка; ros. Заболотинка) – przystanek kolejowy i mijanka w miejscowości Zabałocinka, w rejonie witebskim, w obwodzie witebskim, na Białorusi. Położona jest na linii Smoleńsk - Witebsk.
Do 5 stycznia 2021 stacja kolejowa.